# Экрен, Хокон
Хокон Экрен (норв. Håkon Bratvold Ekren; род. 10 июля 1994)  — норвежский гандболист, выступает за норвежский клуб «Эльверум».

## Карьера

### Клубная карьера
Хокон Экрен воспитанник клуба Эльверум.Хокон Экрен с 2013 года выступает за клуб «Эльверум». Дебют Хокона Экрена за Эльверум, в чемпионате Норвегии состоялся 12 сентября 2013 года, в матче с Фюлленген (Берген). Первый же мяч Хокон Экрен забросил 10 ноября 2013 года, в матче против Баккелиге Гандбол, в этом матче Экрен забросил 3 мяча. Всего в сезоне 2013/14 Хокон Экрен сыграл за Эльверум 10 матчей и забросил 8 мячей. По итогам сезона 2015/16, Хокон Экрен был с 37 мячами, был седьмым по числу забитых мячей в команде Эльверум.

### Международная карьера
Хокон Экрен сыграл 1 матч за Норвегию. Также  Хокон Экрен выступал за молодёжную сборную Норвегии.